# Antic Forn de Pa (Torà)
L'Antic Forn de Pa és un edifici de la vila de Torà, a la comarca del Solsonès, protegit i inventariat dins el Patrimoni Arquitectònic Català, i en ell es troba el museu del pa de Torà.

## Descripció

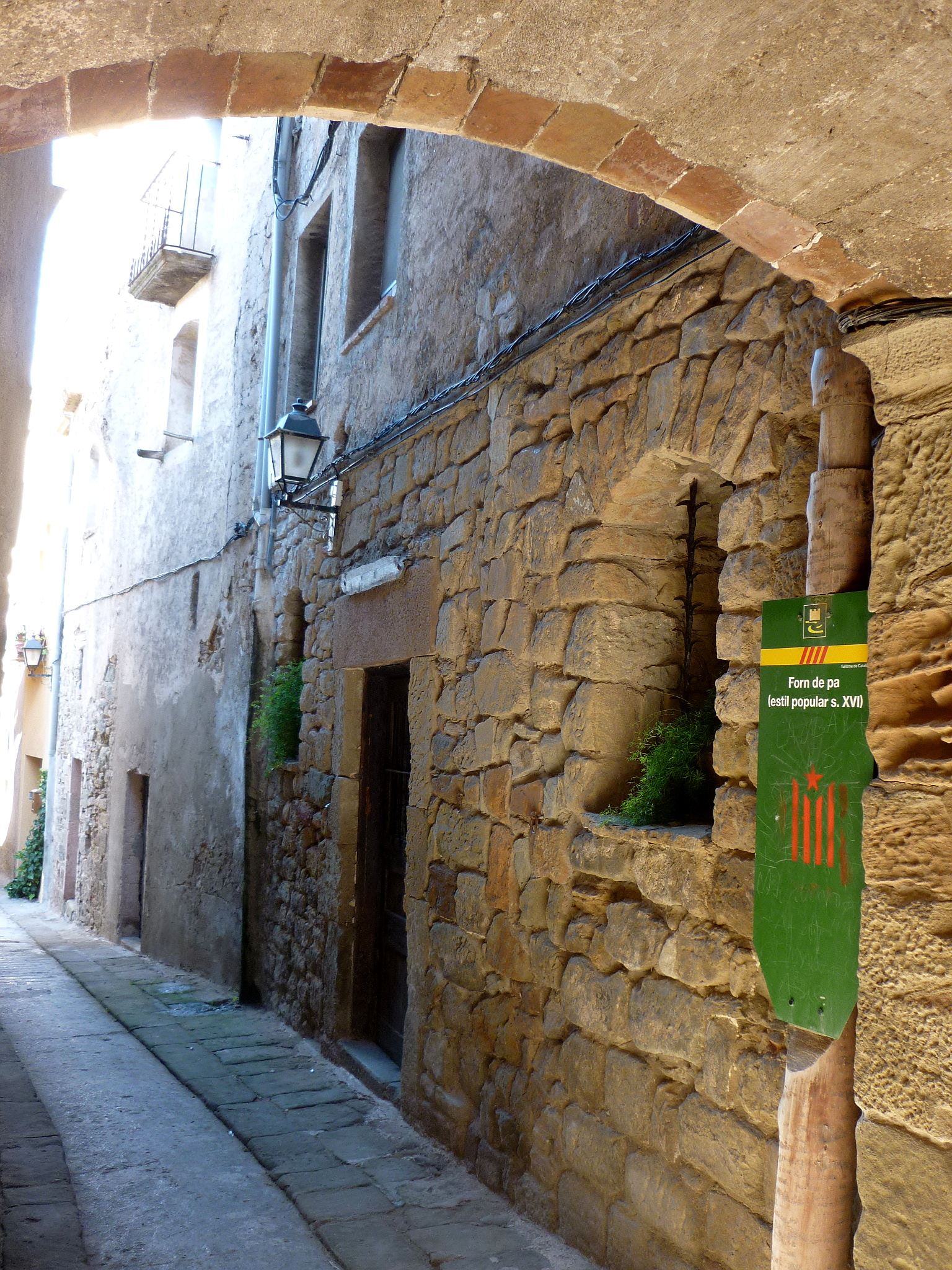
Carrer del Forn

Edifici de tres plantes construït amb pedra. Els dos pisos superiors presenten habitatges particulars, mentre que els baixos, que és el lloc on es troba el forn, s'ha museïtzat per poder ser visitat. La façana és tota de pedra amb filades de carreus irregulars. En els pisos superiors podem observar-hi restes d'arrebossat. A la planta baixa trobem una porta central amb llinda i una finestra dovellada amb arc escarser a banda i banda. Els pisos superiors presenten tres finestres rectangulars modernes en cadascun d'ells. S'accedeix a l'edifici per un porxo amb volta i dos arcs escarsers als extrems. Si accedim a l'interior, una reixa impedeix el pas del visitant, però es pot veure perfectament el forn amb el forn de llenya pròpiament dit al centre. A la dreta es pot observar l'obrador amb tots els estris que hi guarden relació i a l'esquerra s'acumulen un conjunt de màquines d'ús habitual en l'elaboració de la farina. Aquesta divisió temàtica queda també potenciada per la mateixa divisió física, ja que les tres estances queden separades per grans arcs. Aquest forn va estar en funcionament fins a l'any 1904.

## Notícies històriques
A 21 de juliol de 1682 Josep Rovira de Calaf, receptor de la vegueria de Segarra paga a la colla de Pere Banes de Biosca l'arranjament del forn de Torà pel que en paga 30 lliures i 12 sous. A 2 d'octubre de 1684, la vídua de Josep Rovira, receptora de la vegueria de Segarra, paga a Climent Parta Ferrer 3 lliures per un golfo de la porta del bocatge del forn. La universitat de la vila gaudeix de la propietat del forn en domini i alou del senyor territorial de la vila, el duc de Cardona, lliure de tota mena d'àrbitres, cens o qualsevol altre gravamen. A mitjan segle xix i a causa de la Desamortització el govern confiscà els béns del Comú de Torà, entre ells el forn, els ingressos derivats de l'ús del qual servien per cobrir les despeses municipals. Ramon Alsina i Anyer compra el forn el 1859 i un any després el ven per 1995 rals de velló, segons un acte de Josep Humbert, notari de Guissona, a 37 caps de família, els principals del poble entre els quals hi ha el rector Joan Prat i Roset. Els nous propietaris acordaren que els ingressos del forn fossin invertits en la il·luminació pública del poble.

## Museu del pa
El Museu del Pa de Torà, ubicat en l'antic forn de la vila, és una col·lecció de peces i estris propis de la tradició de fer el pa, així com una mostra de productes elaborats en aquestes terres.
L'any 1979 un grup de joves voluntaris de la vila neteja i restaura el forn medieval, conegut popularment com a “Forn de la Vila”. El mes de maig de 1983 l'APACT condiciona el recinte per a poder ser visitat i decideix convertir-lo en el Museu del Pa de Torà. Des de llavors es fa càrrec de la gestió i del manteniment d'aquest museu en el qual, permanentment, s'hi exposen productes elaborats com ara coques, mones, pa de tots tipus, etc. També s'hi exhibeixen peces i estris propis de la tradició de fer el pa com pasteres, mesuradors, pales, balances o lliuradors.
El museu està situat als baixos d'una casa del carrer del forn, i està compartimentat per tres trams amb volta. El forn es troba en el central i davant la porta d'accés.
La història ens explica que el dia 19 de juny de 1632 la universitat de Torà demana permís al Duc de Cardona per fer un forn, el qual ja trobem documentat l'any 1642. Era propietat de la universitat de Torà en domini i alou del senyor territorial de la vila, el Duc de Cardona, lliure de tota mena d'arbitris, impostos, censals i qualsevol alt